# Franz von Chauvin
Franz Alfons Desiderius Chauvin, auch François Alphonse Désiré Chauvin, ab 1864 von Chauvin (* 16. Mai 1812 in Lüttich, Belgien; † 17. Mai 1898 in Settignano, Toskana), war preußischer Generalleutnant und Begründer der deutschen Militärtelegrafie.

## Leben

### Herkunft
Chauvin war der Sohn von Pierre Jean Jaques Chauvin (* 1786) und dessen Ehefrau Marie Antoinette, geborene Piermont, der 1816 eine Stelle als Arresthausinspektors in Aachen angetreten hatte, sowie Bruder des späteren Malers August Chauvin.

### Militärkarriere
Nach dem Besuch der Elementarschulen in Lüttich und Aachen, absolvierte Chauvin das Gymnasium sowie die Gewerbeschule in Aachen. Er trat dann am 30. Oktober 1830 als Pionier in die 8. Pionierabteilung der Preußischen Armee in Koblenz ein. Von 1831 bis 1833 absolvierte er die Artillerie- und Ingenieurschule und wurde am 10. September 1833 zum Secondeleutnant sowie am 30. Dezember 1845 zum Premierleutnant befördert. Nach seinem Dienst bei den Fortifikationen in Köln und Mainz war Chauvin ab 13. August 1846 als Lehrer an der Artillerie- und Ingenieurschule in Berlin tätig. Im Jahr 1849 wurde er Hauptmann II. Klasse. 1856 übernahm er mit der Beförderung zum Major die Direktion der erst 1854 gegründeten königlich preußischen Telegraphen-Direktion in Berlin. Im Jahr 1861 wurde er zum Oberstleutnant befördert.
Für seine Verdienste im Krieg gegen Dänemark 1864, an dem er auf preußischer Seite im Rang eines Obersts im Ingenieurkorps als Leiter der Feldtelegrafie teilgenommen hat, wurde er anschließend am 14. November 1864 in den preußischen Adelsstand erhoben.
Im Jahr 1869 wurde er mit dem Charakter als Generalmajor zu den Offizieren à la suite der Armee überführt. Am Krieg gegen Frankreich nahm er 1870/71 ebenfalls teil und wurde mit dem Eisernen Kreuz II. Klasse ausgezeichnet. Bis 1872 als erster Generaltelegrafendirektor des Deutschen Reiches im Amt, wurde Chauvin am 10. Oktober 1872 mit Pension zur Disposition gestellt. Am 10. Mai 1896 erhielt Chauvin noch den Charakter als Generalleutnant.

### Beitrag zur Entwicklung des Telegrafenwesens
Am 16. November 1857 unterzeichnete er in Stuttgart für Preußen den Deutsch-Österreichischen Telegraphenvereins-Vertrag sowie die Erneuerung in Schwerin am 30. September 1865.
Er war Unterzeichner der am 30. Juni 1858 in Brüssel abgeschlossenen Internationalen Telegraphen-Konvention (siehe auch Telegrafenkongress) sowie einer am 13. Juni 1863 in Hannover vereinbarten Zweiten Nachtragsconvention zum revidierten Deutsch-Österreichischen Telegraphenvereinsvertrag vom 16. November 1857.
Als Vertreter Preußens nahm er am 17. Mai 1865 an der ersten Konferenz der in Paris gegründeten Internationalen Telegraphenunion teil. Auf seinen Vorschlag hin wurde auf der zweiten Konferenz der Telegrafenunion, die 1868 in Wien stattfand, die Siemens-Widerstands-Einheit als international verbindlich eingeführt.
Auch während des Deutsch-Österreichischen Krieges 1866 war er Leiter der preußischen Feldtelegrafie. Zugleich war er ab 1864 Leiter der Abteilung Telegrafie im preußischen Handelsministerium. Nach Gründung des unter preußischer Führung stehenden Norddeutschen Bundes erhielt das Telegrafenwesen des gesamten Bundesgebietes am 26. Juli 1867 eine einheitliche Leitung. Hierbei wurde die Telegrafie von der Post getrennt. Zugleich endete auch die Unterstellung der Post und der Telegrafie unter das Handelsministerium. Als Direktor wurde ihm am 24. Dezember 1867 die Leitung der neugegründeten „General-Telegraphen-Direktion“ für das Gebiet des Norddeutschen Bundes und von 1871 an für das gesamte deutsche Kaiserreich übertragen. Am 14. Oktober 1872 erhielt sein Stellvertreter Theodor Meydam dann den Posten als General-Telegraphendirektor, den er bis zu seinem Tod 1875 innehatte.
In seinem Buch Organisation der elektrischen Telegraphie in Deutschland für die Zwecke des Krieges (1884) schrieb er:

„Das Telegraphennetz, mit seinem länderumspannenden eisernen Maschen und Stationen, funktionirt wie das Nervensystem des menschlichen Körpers und übertrifft dieses in den Leistungen sogar an Schnelligkeit und Mannigkfaltigkeit. Wie die Empfindungsnerven die Vorgänge in den verschiedenen Körpertheilen dem Gehirn berichten und die im Gehirn konzipirten Befehle den zur Ausführung derselben bestimmten Organen mittheilen, so werden Meldungen an die Centralregierung und Befehle von dieser auf dem Telegraphennetze in kürzerer Zeit vermittelt, als die Nerven gebrauchen, um ihre Aufträge zu vollführen. Ein jeder Draht versieht die Funktionen beider Nervenarten.[…] In gleichem Sinne wie das Rückenmark als Hauptvermittler der Nerventhätigkeit anzusehen ist, so war es im letzten Kriege mit dem bis in das Grosse Hauptquartier, dem zeitweiligen Mittelpunkte der Regierungsthätigkeit, verlängerten Staatstelegraphennetz beschaffen, und die in demselben befindlichen grossen Telegraphenstationen fungirten buchstäblich gleich den Nervenknoten beim Menschen.“

### Familie
Chauvin hatte sich am 16. Oktober 1845 in Mainz mit Anna Rosa Buschbeck (* 8. Februar 1817 in Koblenz; † 7. Februar 1901 in Freiburg im Breisgau) verheiratet. Sie war die Tochter von Heinrich Adolph Buschbeck, preußischer Major, zuletzt Ingenieuroffizier vom Platz in Wesel.

## Orden und Ehrenzeichen
- Sankt-Stanislaus-Orden (vor 1859)[11]
- Komtur des Franz-Joseph-Ordens am 8. Oktober 1861
- Roter Adlerorden II. Klasse mit Eichenlaub
- und andere

## Veröffentlichungen
- Die Darstellung der Berge in Karten und Plänen. Naucksche Buchhandlung, 1852 (Digitalisat).
- Das Bergzeichnen rationell entwickelt. Naucksche Buchhandlung, 1854.
- Die Organisation der elektrischen Telegraphie in Deutschland für die Zwecke des Krieges. Berlin 1884.